# Leptepania sakaii
Leptepania sakaii là một loài bọ cánh cứng trong họ Cerambycidae.